# 莊家彬
莊家彬，BBS，JP（1980年7月—），於香港出生，香港商界人物。

## 生平
莊家彬在1996-2003年間就在美國讀書，主修經濟。畢業後選擇回港發展，投身會計界，在香港一間會計師行從事核數師工作。期間曾派駐東北瀋陽工作及生活，熟悉內地企業文化。
四年後他暫停會計師的工作，回到莊士集團，先負責內地業務，後來再開拓多個範疇的業務，在2019年正式接任莊士機構國際主席一職

## 社会活动
- 莊士機構國際有限公司主席兼董事總經理[5]
- 莊士中國投資有限公司主席[6]
- 中國人民政治協商會議天津市委員會港區委員[7]
- 中华全国青年联合会常務委員[8]
- 香港特區政府青年發展委員會非官方委員[9]
- 香港中華廠商聯合會副會長[10]